# Małgorzata Genowefa Kapica
Małgorzata Genowefa Kapica – polska lekarz weterynarii, doktor habilitowany nauk weterynaryjnych, adiunkt na Uniwersytecie Przyrodniczym w Lublinie, specjalistka od fizjologii zwierząt.

## Kariera naukowa
W 1988 roku na Akademii Rolniczej w Lublinie uzyskała tytuł lekarza weterynarii. W 1989 roku została zatrudniona na tejże uczelni, a w 1999 roku na jej Wydziale Medycyny Weterynaryjnej uzyskała stopień doktora nauk weterynaryjnych na podstawie rozprawy pt. Wpływ diety suplementowanej surową i ekstrudowaną mączką sojową na wydzielanie i skład enzymatyczny soku trzustkowego u cieląt w okresie postnatalnym, której promotorem był Tadeusz Studziński. W 2018 roku ten sam wydział nadał jej stopień doktora habilitowanego nauk weterynaryjnych na podstawie pracy pt. Rola hormonów jelitowo-żołądkowych (greliny, obestatyny, apeliny) w regulacji zewnątrzwydzielniczej funkcji trzustki u szczurów.